# Cette hideuse puissance
Cette hideuse puissance (titre original : That Hideous Strength) est un roman de C. S. Lewis publié en 1945, qui conclut La Trilogie cosmique.
À la différence des deux tomes précédents, Au-delà de la planète silencieuse et Perelandra, qui conduisaient Elwin Ransom sur Mars et Vénus respectivement, Cette hideuse puissance se déroule entièrement sur Terre. Ransom y tient toujours un rôle important, mais n'est plus le protagoniste du récit.

## Éditions françaises
(liste non exhaustive)
- 1967 : Cette hideuse puissance (recueil de 3 titres[2]) ; Introduction par Sam Moskowitz. Traduction de Marguerite Faguer et de Frank Straschitz, Collection : Les Classiques de la science-fiction no 8, Paris : Club du livre d'anticipation, 545 p.(BNF 33078807)
- 1979 : Cette hideuse puissance ; traduit par Frank Straschitz, postface de Jacques Bergier, collection : Série Fantastique, science-fiction, aventures ; Paris : Oswald, 204 p. (BNF 34644588)  (ISBN 2-7304-0019-2)
- 2008 : Cette hideuse puissance : conte de fées moderne pour adultes ; traduit par Maurice Le Péchoux, Collection : Folio. Science-fiction no 314, Paris : Gallimard, 520 p.(BNF 41288397)  (ISBN 978-2-07-034613-4)